# Siniša Janković
Siniša Janković (in serbo Синиша Јанковић?; Belgrado, 18 gennaio 1978) è un ex calciatore serbo, di ruolo centrocampista o attaccante.